# دم‌پنبه‌ای کوهی
دم‌پنبه‌ای کوهی (نام علمی: Sylvilagus nuttallii) گونه‌ای از خرگوش است که در غرب کانادا و ایالات متحده آمریکا یافت می‌شود. این خرگوش اندازه‌ای متوسط تا کوچک دارد، با خز قهوه‌ای روشن، شکم سفید، دمی دو رنگ، و گوش‌های گرد با نوک سیاه و پوشش داخلی پشمالو. پاهای آن به‌طور مشخص به رنگ زنگ‌زده هستند و پشت گردنش نارنجی است. خرگوش کوهستانی عمدتاً در جنگل‌های سوزنی‌برگ در مناطق کوهستانی دیده می‌شود، از جمله در دامنه‌های رشته‌کوه راکی و رشته‌کوه کسکید-سیرا نوادا، و از نظر زیستی با ارتفاعات و پوشش‌های گیاهی متنوع سازگار است. رژیم غذایی آن شامل انواع علف‌ها، بوته‌ها و درمنه است، و در مواقع کمبود گیاه، از شاخه‌ها، پوست درخت یا قارچ‌ها نیز تغذیه می‌کند.
این گونه نخستین بار در سال ۱۸۳۷ توسط جان باکمن، طبیعت‌دان آمریکایی، توصیف شد و نام گونه‌ای nuttallii را به افتخار توماس نوتال، جانورشناس انگلیسی، دریافت کرد. بعدها، مارکوس وارد لیون این گونه را در سال ۱۹۰۴ در سردهٔ Sylvilagus قرار داد. این گونه نزدیکی ژنتیکی زیادی با خرگوش صحرایی دارد و کمتر با خرگوش باتلاقی و خرگوش مردابی خویشاوند است. از خرگوش کوهستانی سه زیرگونه شناسایی شده‌اند، و شواهد محدودی وجود دارد که هر یک از آن‌ها ممکن است گونه‌ای مستقل باشند.
محدودهٔ زیستی خرگوش کوهستانی به دلیل تغییرات اقلیمی و رقابت با خرگوش شرقی و گونه‌های دیگر از خانواده خرگوش‌سانان کاهش یافته است، اگرچه در مناطقی با خرگوش برفی هم‌زیست (sympatric) است؛ با این تفاوت که خرگوش کوهستانی معمولاً در ارتفاعات پایین‌تر سکونت دارد. این گونه هدف شکار ورزشی است و در برخی فصل‌ها تحت حفاظت قانونی قرار می‌گیرد. خرگوش کوهستانی طعمه‌ی شکارچیان بسیاری است و از انواع بیماری‌ها و انگل‌ها مانند تولارمی و تب لکه‌ای کوه‌های راکی نیز آسیب می‌بیند. در کل محدودهٔ پراکندگی‌اش، این گونه از سوی IUCN در وضعیت «کم‌خطر» ارزیابی شده است، اما در ارزیابی‌های محلی، استان بریتیش کلمبیا و ایالت آریزونا آن را در وضعیت «آسیب‌پذیر» قرار داده‌اند.

## پراکندگی و زیستگاه

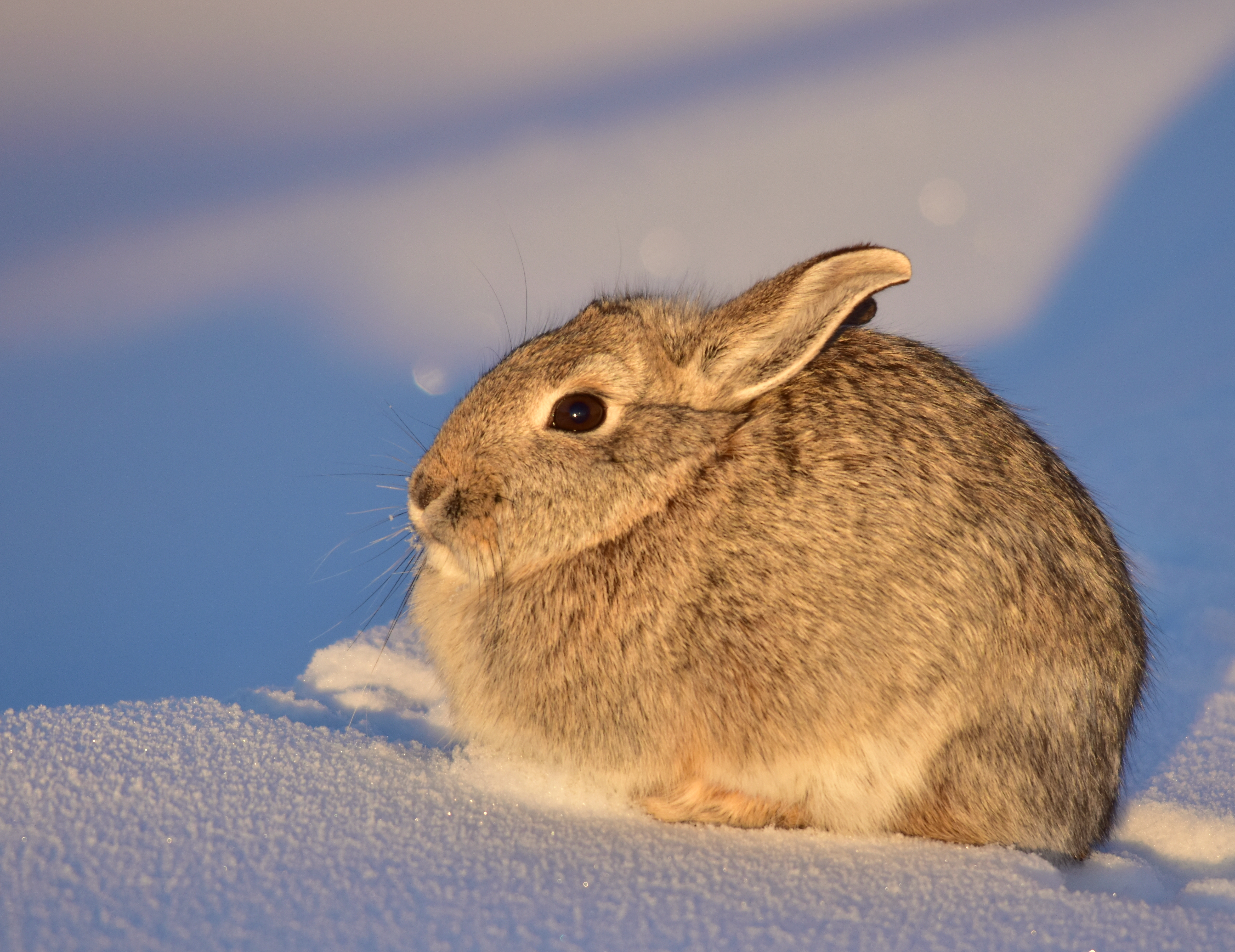
خرگوش کوهستانی در زمستان. خز این گونه با تغییر فصل تغییر رنگ نمی‌دهد و برای پنهان شدن به پوشش گیاهی وابسته است.

دم‌پنبه‌ای کوهی در سراسر غرب ایالات متحده و بخش‌هایی از کانادا پراکنده است. این گونه از استان‌های آلبرتا و ساسکاچوان در کانادا، درست در شمال مرز ایالات متحده–کانادا، تا بخش‌های شمالی آریزونا و نیومکزیکو دیده می‌شود. به صورت افقی، در دامنه‌های شرقی رشته‌کوه راکی و تا دامنه‌های شرقی رشته‌کوه‌های کسکید–سیرا نوادا شناخته شده است. در جنوب‌غرب داکوتای شمالی، این گونه قبلاً رایج بود، اما از آن زمان تا حد زیادی جای خود را به گونهٔ خرگوش شرقی داده است. در گذشته تا جنوب ایالت تگزاس نیز یافت می‌شد، اما تغییرات زیستگاه ناشی از تغییرات اقلیمی باعث عقب‌نشینی این گونه شده است؛ در این مناطق، خرگوش صحرایی و خرگوش قوی‌هیکل (''S. holzneri robustus'') بیشتر رایج هستند. سه زیرگونهٔ خرگوش کوهستانی معمولاً به‌صورت جغرافیایی از یکدیگر جدا باقی می‌مانند.
خرگوش کوهستانی پراکندگی نسبتاً گسترده‌ای دارد و در ارتفاعات مختلف و مناطقی با پوشش گیاهی گوناگون دیده می‌شود. این گونه در جنگل‌های سوزنی‌برگ، از جمله ناحیه‌ی زیرآلپی، حضور دارد[20] و در مناطق سنگلاخی در میان درمنه‌ها، در اراضی بوته‌زار یا مناطق جنگلی زندگی می‌کند. در بخش‌های شمالی زیستگاهش بیشتر با درمنه مرتبط است، در حالی که در جنوب، بیشتر به جنگل‌ها وابسته است.
این گونه در زیستگاه‌هایی زندگی می‌کند که بالاتر از زیستگاه خرگوش‌های جلگه‌ای قرار دارند، اما پایین‌تر از محل زندگی اغلب پیکاها و خرگوش برفی (''Lepus americanus'') است. ارتفاع ترجیحی آن بسته به موقعیت جغرافیایی متفاوت است:
- در کالیفرنیا: از ۱٬۱۹۰ تا ۳٬۴۵۰ متر (۳٬۹۰۰ تا ۱۱٬۳۲۰ فوت)
- در نوادا: از ۱٬۱۹۰ تا ۳٬۱۷۰ متر (۳٬۹۰۰ تا ۱۰٬۴۰۰ فوت)
- در کلرادو: از ۱٬۸۳۰ تا ۳٬۵۰۰ متر (۶٬۰۰۰ تا ۱۱٬۴۸۰ فوت)
- در اورگن: از ۱۸۰ تا ۱٬۶۷۵ متر (۵۹۱ تا ۵٬۴۹۵ فوت)
- در آریزونا: بالاتر از ۲٬۳۰۰ متر (۷٬۵۰۰ فوت)

خرگوش کوهستانی به‌ویژه در منطقه‌ی «هنفورد سایت»، یک مجتمع از رده خارج شده‌ی تولید سلاح هسته‌ای در ایالت واشینگتن، به‌طور فراوان یافت می‌شود؛ جایی که به همراه گونه‌های دیگر، برای بررسی آلودگی با سزیم-۱۳۷ و استرانسیوم-۹۰ تحت نظارت قرار دارد.